# Ballettens stjerner
Ballettens Stjerner (russisk: Мастера русского балета, translit.: Mastera russkogo baleta) er en sovjetisk film fra 1953 af Gerbert Rappaport.
Filmen indeholder uddrag af tre klassiske balletter: Svanesøen af Tjaskovskij, Fontænen i Bakhtjisaraj af Boris Asafjev og Paris' Flammer af Boris Asafjev.
Filmens hovedpersoner var de verdenskendte ballerinaer Maja Plisetskaja og Galina Ulanova. Filmen deltog i konkurrencen ved Filmfestivalen i Cannes i 1954.

## Medvirkende
- Galina Ulanova som Maria
- Konstantin Sergejev som Siegfried
- Natalja Dudinskaja som Odile
- V. Bakanov som Rothbart
- Pjotr Gussjev som Girai